# Mar de Icaria
El mar de Icaria (en griego: Ικάριο Πέλαγος, Ikario Pelagos) es una subdivisión del mar Mediterráneo que se encuentra entre las Cícladas y Asia Menor. Se describe como la parte del mar Egeo al sur de Quíos, al este de las Cícladas orientales y al oeste de Anatolia. Contiene las islas de Samos, Cos, Patmos, Leros, Fourni Korseon e Icaria.
Es el lugar, en el mito, en el que Ícaro hizo su caída fatal desde el cielo cuando voló demasiado cerca del sol durante su huida de Creta con su padre Dédalo. Es directamente de esta leyenda que recibe su nombre, o de la isla de Icaria. Según la leyenda, fue Helios, el dios del sol, quien nombró al mar 'Icaria' en honor al héroe caído.